# Formel-3-Masters 2013
Das Formel-3-Masters 2013 war das 23. Formel-3-Masters. Es fand am 7. Juli 2013 in Zandvoort statt.

## Berichte

### Hintergrund
Zum Formel-3-Masters 2013 traten 24 Piloten aus dem deutschen Formel-3-Cup, der europäischen Formel-3-Meisterschaft und der Super GT an.
Sieben Piloten starteten mit Volkswagen-, 16 Piloten mit Mercedes-Benz- und ein Pilot mit einem Nissan-Motor.

### Qualifying
Im ersten Qualifyingabschnitt war Felix Rosenqvist der schnellste Pilot im Feld. Hinter ihm folgten Harry Tincknell und Alex Lynn.
An der Reihenfolge der Top 10 änderte der zweite Qualifyingabschnitt nichts. Lediglich sieben Fahrer verbesserten sich in diesem Abschnitt.
Die Pole-Position ging somit an Rosenqvist vor Tincknell und Lynn.

### Rennen
Rosenqvist startete von der Pole-Position gut und behielt die Führung. Tincknell verlor beim Start zwei Plätze an Lynn und Emil Bernstorff und lag nach der ersten Runde auf der vierten Position.
In Runde fünf kollidieren Sven Müller und Lucas Auer miteinander, als Auer auf der Start-/Zielgeraden einen Überholversuch startete. Während Auer ins Kiesbett rutschte und direkt ausschied, war Müller noch in der Lage sein Fahrzeug in die Boxengasse zu steuern. Dort musste jedoch auch er sein Rennen beenden.
In Runde zwölf schied auch Sean Gelael nach einem Fahrfehler mit anschließender Kollision mit der Leitplanke aus.
An der Spitze des Feldes setzte sich Rosenqvist vom Rest des Feldes ab und gab die Führung über das gesamte Rennen nicht ab. Es war bereits das zweite Mal nach 2011, dass Rosenqvist das Formel-3-Masters für sich entschied. Auf die Podestplätze zwei und drei kamen Lynn und Bernstorff ins Ziel, gefolgt von Tincknell, Eddie Cheever III und Jordan King.

## Starterfeld
| Team                        | Auto # | Fahrer             | Chassis | Motor         | reguläre Meisterschaft             |
| --------------------------- | ------ | ------------------ | ------- | ------------- | ---------------------------------- |
| Prema Powerteam             | 01     | Lucas Auer         | Dallara | Mercedes-Benz | Europäische Formel-3-Meisterschaft |
| Prema Powerteam             | 02     | Alex Lynn          | Dallara | Mercedes-Benz | Europäische Formel-3-Meisterschaft |
| Prema Powerteam             | 03     | Eddie Cheever III  | Dallara | Mercedes-Benz | Europäische Formel-3-Meisterschaft |
| Prema Powerteam             | 04     | Emil Bernstorff    | Dallara | Mercedes-Benz | Deutscher Formel-3-Cup             |
| kfzteile24 Mücke Motorsport | 05     | Felix Rosenqvist   | Dallara | Mercedes-Benz | Europäische Formel-3-Meisterschaft |
| kfzteile24 Mücke Motorsport | 06     | Roy Nissany        | Dallara | Mercedes-Benz | Europäische Formel-3-Meisterschaft |
| kfzteile24 Mücke Motorsport | 07     | Michael Lewis      | Dallara | Mercedes-Benz | Europäische Formel-3-Meisterschaft |
| kfzteile24 Mücke Motorsport | 08     | Yūhi Sekiguchi     | Dallara | Mercedes-Benz | Super GT                           |
| Carlin                      | 09     | Harry Tincknell    | Dallara | Volkswagen    | Europäische Formel-3-Meisterschaft |
| Carlin                      | 10     | Jordan King        | Dallara | Volkswagen    | Europäische Formel-3-Meisterschaft |
| Carlin                      | 11     | Nicholas Latifi    | Dallara | Volkswagen    | Europäische Formel-3-Meisterschaft |
| Carlin                      | 12     | Jann Mardenborough | Dallara | Volkswagen    | Europäische Formel-3-Meisterschaft |
| EuroInternational           | 14     | Tom Blomqvist      | Dallara | Mercedes-Benz | Europäische Formel-3-Meisterschaft |
| Fortec Motorsport           | 16     | Josh Hill          | Dallara | Mercedes-Benz | Europäische Formel-3-Meisterschaft |
| Fortec Motorsport           | 17     | William Buller     | Dallara | Mercedes-Benz | Europäische Formel-3-Meisterschaft |
| Fortec Motorsport           | 18     | Luís Felipe Derani | Dallara | Mercedes-Benz | Europäische Formel-3-Meisterschaft |
| Ma-con Motorsport           | 19     | Sven Müller        | Dallara | Volkswagen    | Europäische Formel-3-Meisterschaft |
| Ma-con Motorsport           | 20     | André Rudersdorf   | Dallara | Volkswagen    | Europäische Formel-3-Meisterschaft |
| Van Amersfoort Racing       | 21     | Dennis van de Laar | Dallara | Volkswagen    | Europäische Formel-3-Meisterschaft |
| Double R Racing             | 24     | Antonio Giovinazzi | Dallara | Mercedes-Benz | Europäische Formel-3-Meisterschaft |
| Double R Racing             | 25     | Sean Gelael        | Dallara | Mercedes-Benz | Europäische Formel-3-Meisterschaft |
| Double R Racing             | 26     | Tatiana Calderón   | Dallara | Mercedes-Benz | Europäische Formel-3-Meisterschaft |
| Jo Zeller Racing            | 27     | Sandro Zeller      | Dallara | Mercedes-Benz | Europäische Formel-3-Meisterschaft |
| ThreeBond with T-Sport      | 28     | Richard Goddard    | Dallara | Nissan        | Europäische Formel-3-Meisterschaft |

## Klassifikationen

### Qualifying
| Pos. | Nr. | Fahrer             | Team                        | Q1       | Q2       |
| ---- | --- | ------------------ | --------------------------- | -------- | -------- |
| 01   | 05  | Felix Rosenqvist   | kfzteile24 Mücke Motorsport | 1:30,839 | 1:31,080 |
| 02   | 09  | Harry Tincknell    | Carlin                      | 1:31,131 | 1:31,491 |
| 03   | 02  | Alex Lynn          | Prema Powerteam             | 1:31,154 | 1:31,630 |
| 04   | 04  | Emil Bernstorff    | Prema Powerteam             | 1:31,255 | 1:31,486 |
| 05   | 01  | Lucas Auer         | Prema Powerteam             | 1:31,256 | 1:31,488 |
| 06   | 19  | Sven Müller        | Ma-con Motorsport           | 1:31,363 | 1:32,191 |
| 07   | 14  | Tom Blomqvist      | EuroInternational           | 1:31,399 | 1:31,583 |
| 08   | 11  | Nicholas Latifi    | Carlin                      | 1:31,404 | 1:31,645 |
| 09   | 10  | Jordan King        | Carlin                      | 1:31,414 | 1:31,426 |
| 10   | 12  | Jann Mardenborough | Carlin                      | 1:31,572 | 1:32,209 |
| 11   | 03  | Eddie Cheever III  | Prema Powerteam             | 1:31,716 | 1:32,140 |
| 12   | 21  | Dennis van de Laar | Van Amersfoort Racing       | 1:31,927 | 1:31,728 |
| 13   | 07  | Michael Lewis      | kfzteile24 Mücke Motorsport | 1:31,916 | 1:32,153 |
| 14   | 18  | Luís Felipe Derani | Fortec Motorsport           | 1:31,964 | 1:32,036 |
| 15   | 24  | Antonio Giovinazzi | Double R Racing             | 1:32,149 | 1:31,984 |
| 16   | 17  | William Buller     | Fortec Motorsport           | 1:32,091 | 1:32,011 |
| 17   | 16  | Josh Hill          | Fortec Motorsport           | 1:32,147 | 1:32,029 |
| 18   | 28  | Richard Goddard    | ThreeBond with T-Sport      | 1:32,279 | 1:33,795 |
| 19   | 08  | Yūhi Sekiguchi     | kfzteile24 Mücke Motorsport | 1:32,391 | 1:32,905 |
| 20   | 20  | André Rudersdorf   | Ma-con Motorsport           | 1:32,915 | 1:32,548 |
| 21   | 25  | Sean Gelael        | Double R Racing             | 1:33,523 | 1:32,676 |
| 22   | 06  | Roy Nissany        | kfzteile24 Mücke Motorsport | 1:32,964 | 1:33,007 |
| 23   | 27  | Sandro Zeller      | Jo Zeller Racing            | 1:33,052 | 1:33,145 |
| 24   | 26  | Tatiana Calderón   | Double R Racing             | 1:33,688 | 1:33,153 |

### Rennen
| Pos. | Nr. | Fahrer             | Team                        | Runden | Zeit        | Start |
| ---- | --- | ------------------ | --------------------------- | ------ | ----------- | ----- |
| 01   | 05  | Felix Rosenqvist   | kfzteile24 Mücke Motorsport | 25     | 0:39:28,565 | 01    |
| 02   | 02  | Alex Lynn          | Prema Powerteam             | 25     | + 5,787     | 03    |
| 03   | 04  | Emil Bernstorff    | Prema Powerteam             | 25     | + 6,698     | 04    |
| 04   | 09  | Harry Tincknell    | Carlin                      | 25     | + 12,534    | 02    |
| 05   | 10  | Jordan King        | Carlin                      | 25     | + 19,781    | 09    |
| 06   | 03  | Eddie Cheever III  | Prema Powerteam             | 25     | + 29,274    | 11    |
| 07   | 11  | Nicholas Latifi    | Carlin                      | 25     | + 29,874    | 08    |
| 08   | 18  | Luís Felipe Derani | Fortec Motorsport           | 25     | + 30,536    | 14    |
| 09   | 17  | William Buller     | Fortec Motorsport           | 25     | + 31,491    | 16    |
| 10   | 24  | Antonio Giovinazzi | Double R Racing             | 25     | + 34,043    | 15    |
| 11   | 21  | Dennis van de Laar | Van Amersfoort Racing       | 25     | + 35,260    | 12    |
| 12   | 07  | Michael Lewis      | kfzteile24 Mücke Motorsport | 25     | + 36,475    | 13    |
| 13   | 12  | Jann Mardenborough | Carlin                      | 25     | + 36,569    | 10    |
| 14   | 28  | Richard Goddard    | ThreeBond with T-Sport      | 25     | + 40,224    | 18    |
| 15   | 16  | Josh Hill          | Fortec Motorsport           | 25     | + 44,219    | 17    |
| 16   | 06  | Roy Nissany        | kfzteile24 Mücke Motorsport | 25     | + 46,776    | 22    |
| 17   | 27  | Sandro Zeller      | Jo Zeller Racing            | 25     | + 54,058    | 23    |
| 18   | 08  | Yūhi Sekiguchi     | kfzteile24 Mücke Motorsport | 25     | + 54,354    | 19    |
| 19   | 20  | André Rudersdorf   | Ma-con Motorsport           | 25     | + 54,744    | 20    |
| 20   | 26  | Tatiana Calderón   | Double R Racing             | 25     | + 55,142    | 24    |
| 21   | 14  | Tom Blomqvist      | EuroInternational           | 22     | + 3 Runden  | 07    |
| —    | 25  | Sean Gelael        | Double R Racing             | 16     | DNF         | 21    |
| —    | 19  | Sven Müller        | Ma-con Motorsport           | 1      | DNF         | 06    |
| —    | 01  | Lucas Auer         | Prema Powerteam             | 0      | DNF         | 05    |